# Leon Springs (Texas)

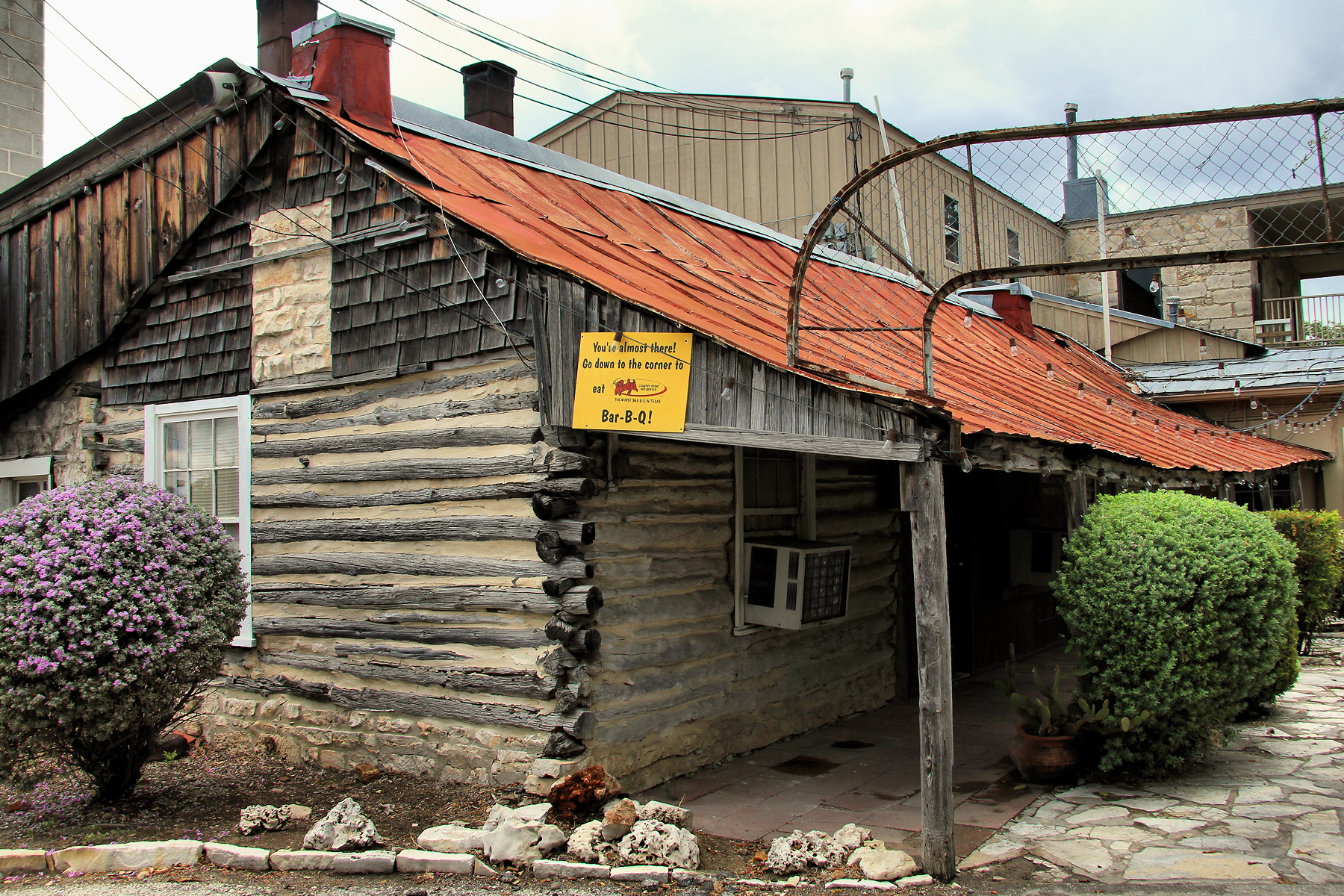
Cabana histórica estilo "dogtrot"
do Aue Stagecoach Inn.

Leon Springs é uma comunidade não incorporada no condado de Bexar, Texas, agora parcialmente dentro dos limites da cidade de San Antonio.
A região foi colonizada em meados do século XIX por imigrantes alemães, principalmente John O. Meusebach, George von Plehve e Max Aue. O "Aue Stagecoach Inn" se tornou a primeira parada na rota da diligência entre San Antonio e San Diego. A comunidade ganhou destaque por ser a localização de uma escola de treinamento de oficiais em Camp Bullis. O "Romano's Macaroni Grill" original foi fundado em Leon Springs; no entanto, a empresa fechou esta filial após a segunda de duas inundações devastadoras em julho de 2002. É também o local da primeira "Rudy's Country Store and Bar-B-Q". A rede de restaurantes foi criada por um descendente do fundador da cidade, Max Aue, Rudolph Aue. A comunidade atualmente tem duas escolas públicas elementares, Leon Springs Elementary e Aue Elementary, bem como igrejas batistas, católicas, presbiterianas e não denominacionais.